# Daniel Bentley
Daniel Ian Bentley, né le 13 juillet 1993 à Basildon, est un footballeur anglais évoluant actuellement au poste de gardien de but au sein du club anglais du Wolverhampton Wanderers.

## Biographie

### Carrière en club
Le 1er juillet 2016, il rejoint l'équipe de Brentford.
Le 1er juillet 2019, il rejoint Bristol City.
Le 25 juillet 2023, il rejoint le Wolverhampton Wanderers et s'engage jusqu’en juin 2025, avec deux années supplémentaires en option.

## Distinctions personnelles
Il est membre de l'équipe type de League Two en 2015.